# Gourgé
Gourgé est une commune du Centre-Ouest de la France située dans le département des Deux-Sèvres en région Nouvelle-Aquitaine.

## Géographie
La commune de Gourgé est traversée du sud au nord par un affluent de la Loire, le Thouet. Dans sa partie ouest, la commune est arrosée par le Cébron qui forme au nord-ouest, avec ses deux affluents la Raconnière et la Taconnière, la retenue du lac du Cébron.
Le bourg, établi sur la rive gauche du Thouet, est situé au croisement des routes départementales 134, 137 et 138, soit en distances orthodromiques, onze kilomètres au nord-est de Parthenay et autant au sud-sud-ouest d'Airvault.
Au nord-est, la départementale 121 forme la limite communale.

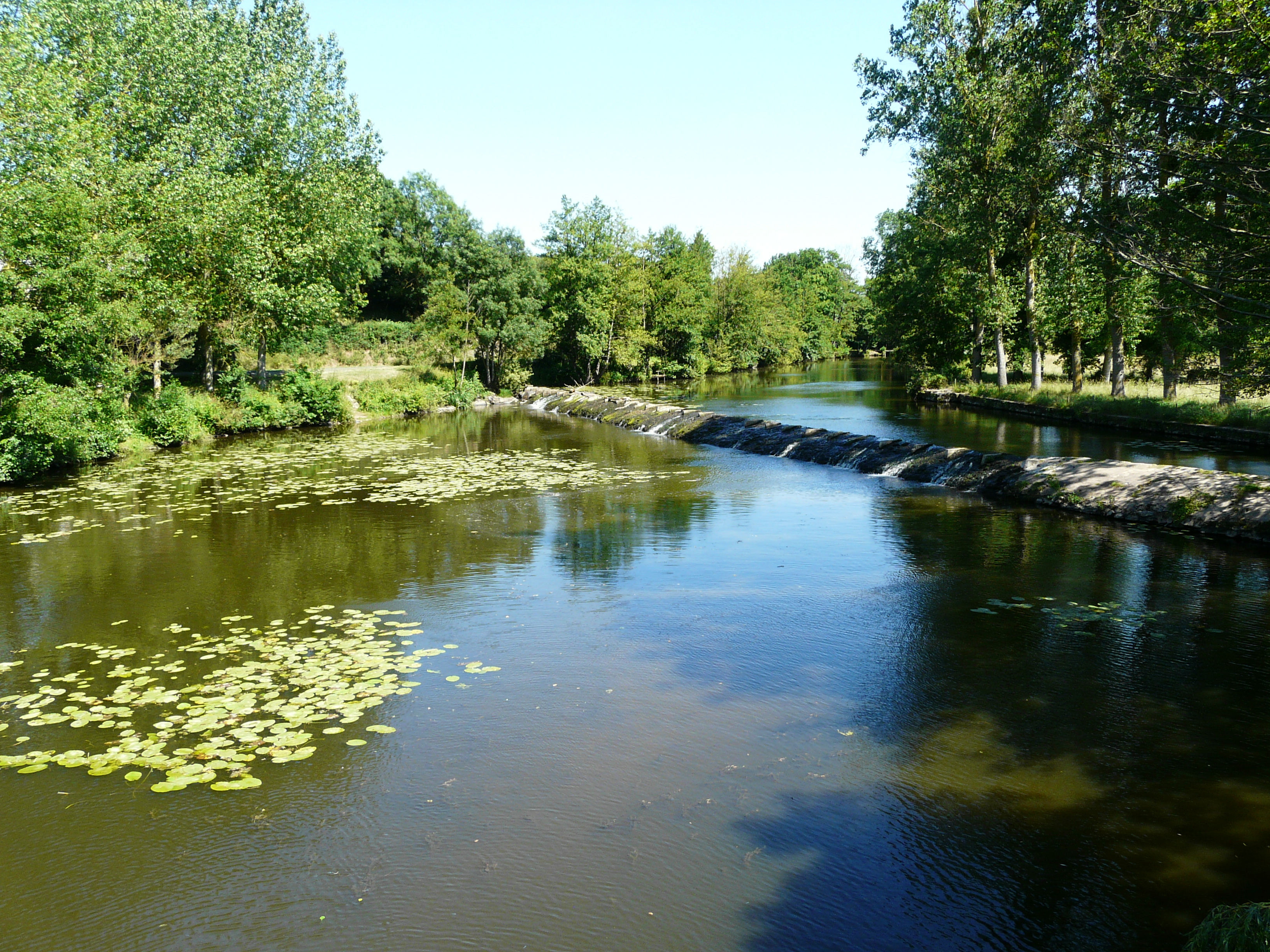
Le Thouet en amont du moulin de Gourgé.
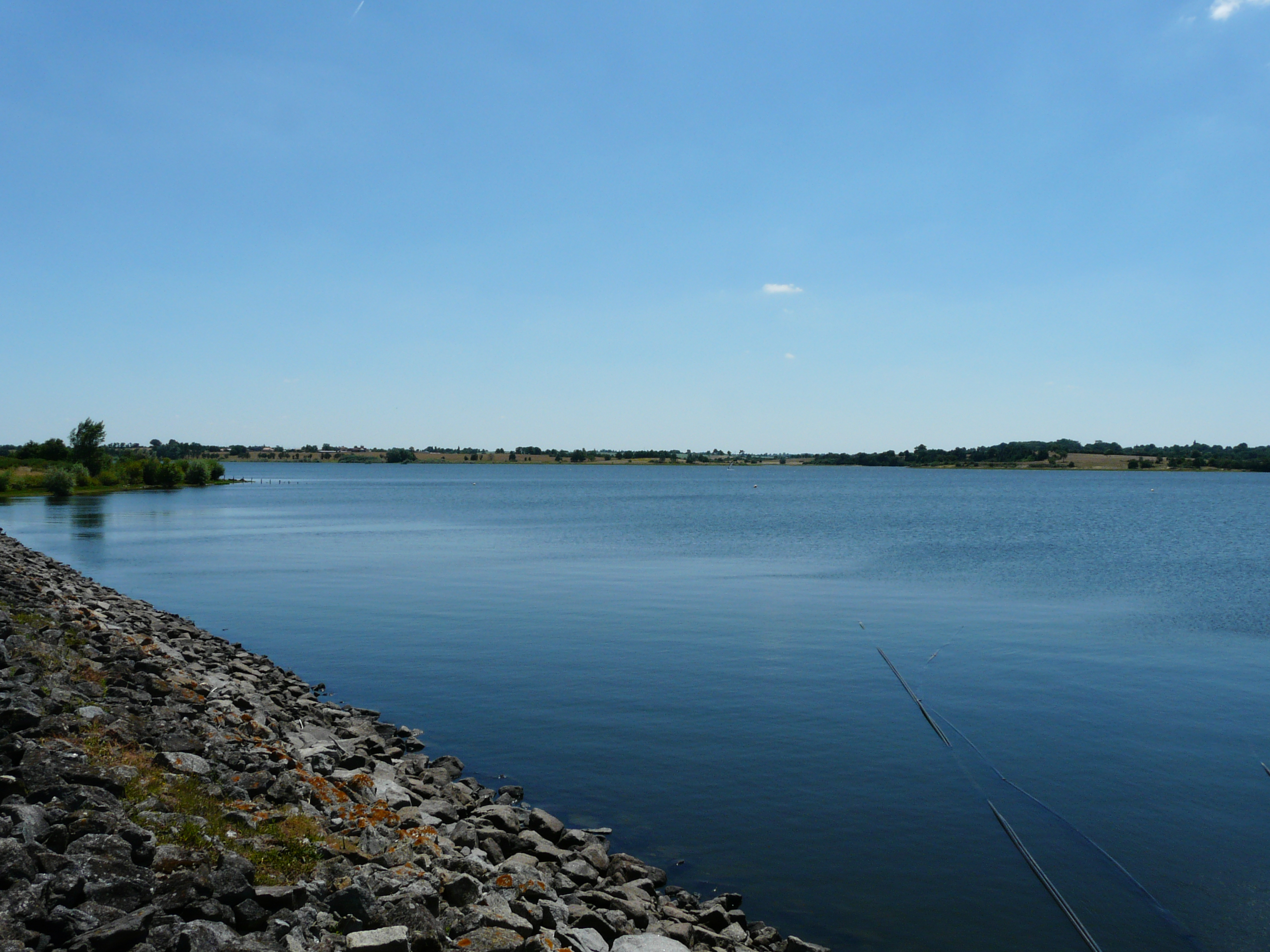
Le lac du Cébron.

### Climat
Pour des articles plus généraux, voir Climat de la Nouvelle-Aquitaine et Climat des Deux-Sèvres.
Historiquement, la commune est exposée à un climat océanique du nord-ouest.  
En 2020, Météo-France publie une typologie des climats de la France métropolitaine dans laquelle la commune est dans une zone de transition entre le climat océanique et le climat océanique altéré et est dans la région climatique  Poitou-Charentes, caractérisée par un bon ensoleillement, particulièrement en été et des vents modérés.
Pour la période 1971-2000, la température annuelle moyenne est de 11,7 °C, avec une amplitude thermique annuelle de 15 °C. Le cumul annuel moyen de précipitations est de 762 mm, avec 11,9 jours de précipitations en janvier et 6,8 jours en juillet. Pour la période 1991-2020, la température moyenne annuelle observée sur la station météorologique la plus proche, située sur la commune de Thénezay à 10,54 km à vol d'oiseau, est de 0,0 °C et le cumul annuel moyen de précipitations est de 0,0 mm,. Pour l'avenir, les paramètres climatiques de la commune estimés pour 2050 selon différents scénarios d’émission de gaz à effet de serre sont consultables sur un site dédié publié par Météo-France en novembre 2022.

## Urbanisme

### Typologie
Au 1er janvier 2024, Gourgé est catégorisée commune rurale à habitat très dispersé, selon la nouvelle grille communale de densité à sept niveaux définie par l'Insee en 2022.
Elle est située hors unité urbaine. Par ailleurs la commune fait partie de l'aire d'attraction de Parthenay, dont elle est une commune de la couronne,. Cette aire, qui regroupe 26 communes, est catégorisée dans les aires de moins de 50 000 habitants,.

### Occupation des sols
L'occupation des sols de la commune, telle qu'elle ressort de la base de données européenne d’occupation biophysique des sols Corine Land Cover (CLC), est marquée par l'importance des territoires agricoles (92,1 % en 2018), une proportion sensiblement équivalente à celle de 1990 (92,6 %). La répartition détaillée en 2018 est la suivante : 
prairies (39 %), terres arables (33,4 %), zones agricoles hétérogènes (19,7 %), forêts (4,6 %), eaux continentales (1,8 %), zones urbanisées (1,5 %). L'évolution de l’occupation des sols de la commune et de ses infrastructures peut être observée sur les différentes représentations cartographiques du territoire : la carte de Cassini (XVIIIe siècle), la carte d'état-major (1820-1866) et les cartes ou photos aériennes de l'IGN pour la période actuelle (1950 à aujourd'hui).

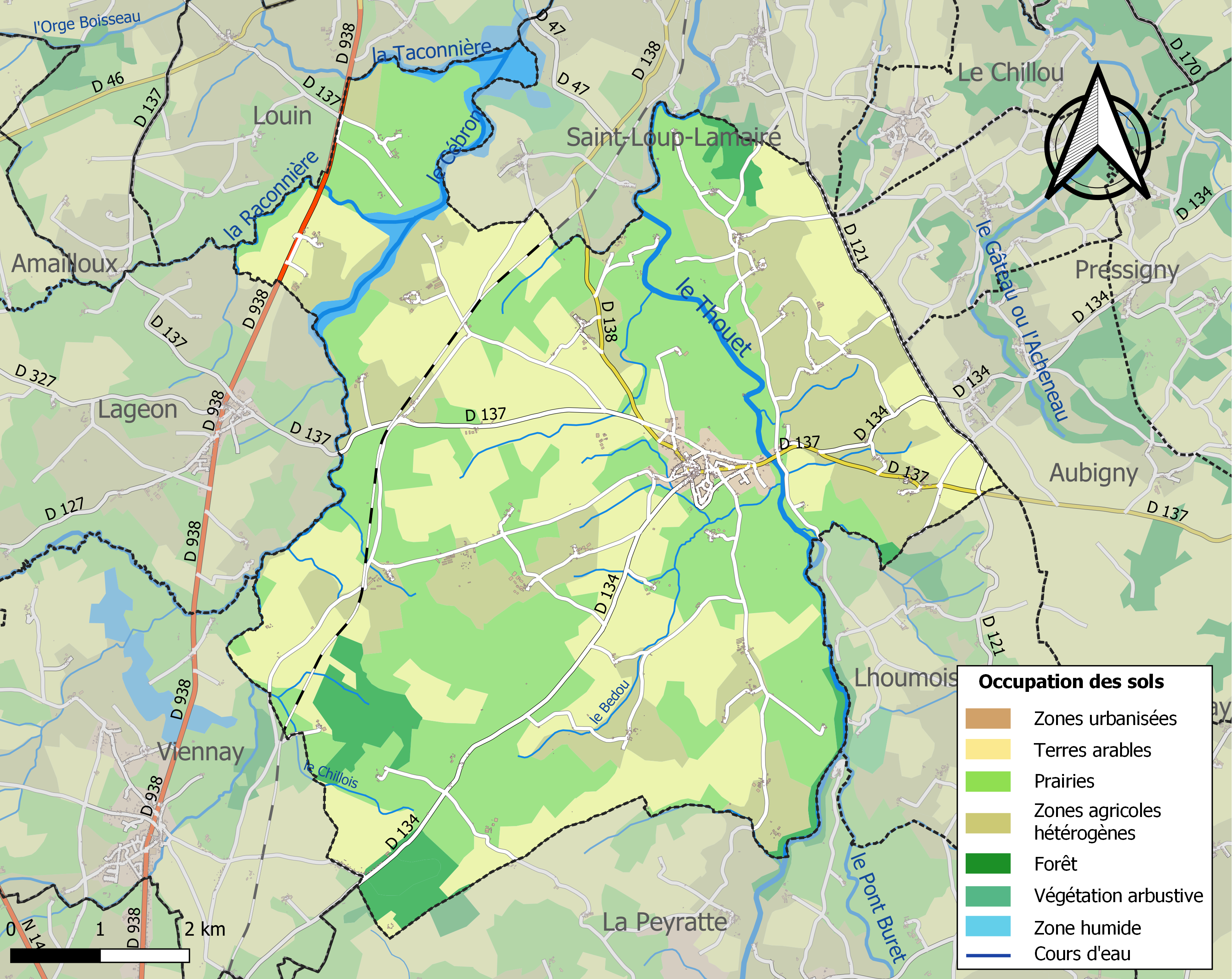
Carte des infrastructures et de l'occupation des sols de la commune en 2018 (CLC).

### Risques majeurs
Le territoire de la commune de Gourgé est vulnérable à différents aléas naturels : météorologiques (tempête, orage, neige, grand froid, canicule ou sécheresse), inondations, mouvements de terrains et séisme (sismicité modérée). Il est également exposé à un risque technologique, le transport de matières dangereuses, et à un risque particulier : le risque de radon. Un site publié par le BRGM permet d'évaluer simplement et rapidement les risques d'un bien localisé soit par son adresse soit par le numéro de sa parcelle.

#### Risques naturels
Certaines parties du territoire communal sont susceptibles d’être affectées par le risque d’inondation par débordement de cours d'eau, notamment le Thouet, le Cébron, la Raconnière et la Taconnière. La commune a été reconnue en état de catastrophe naturelle au titre des dommages causés par les inondations et coulées de boue survenues en 1982, 1983, 1992, 1995, 1999, 2010 et 2011,. Le risque inondation est pris en compte dans l'aménagement du territoire de la commune par le biais du plan de prévention des risques inondation (PPRI) de la « Vallée du Thouet », approuvé le 13 novembre 2008, dont le périmètre regroupe 22 communes.

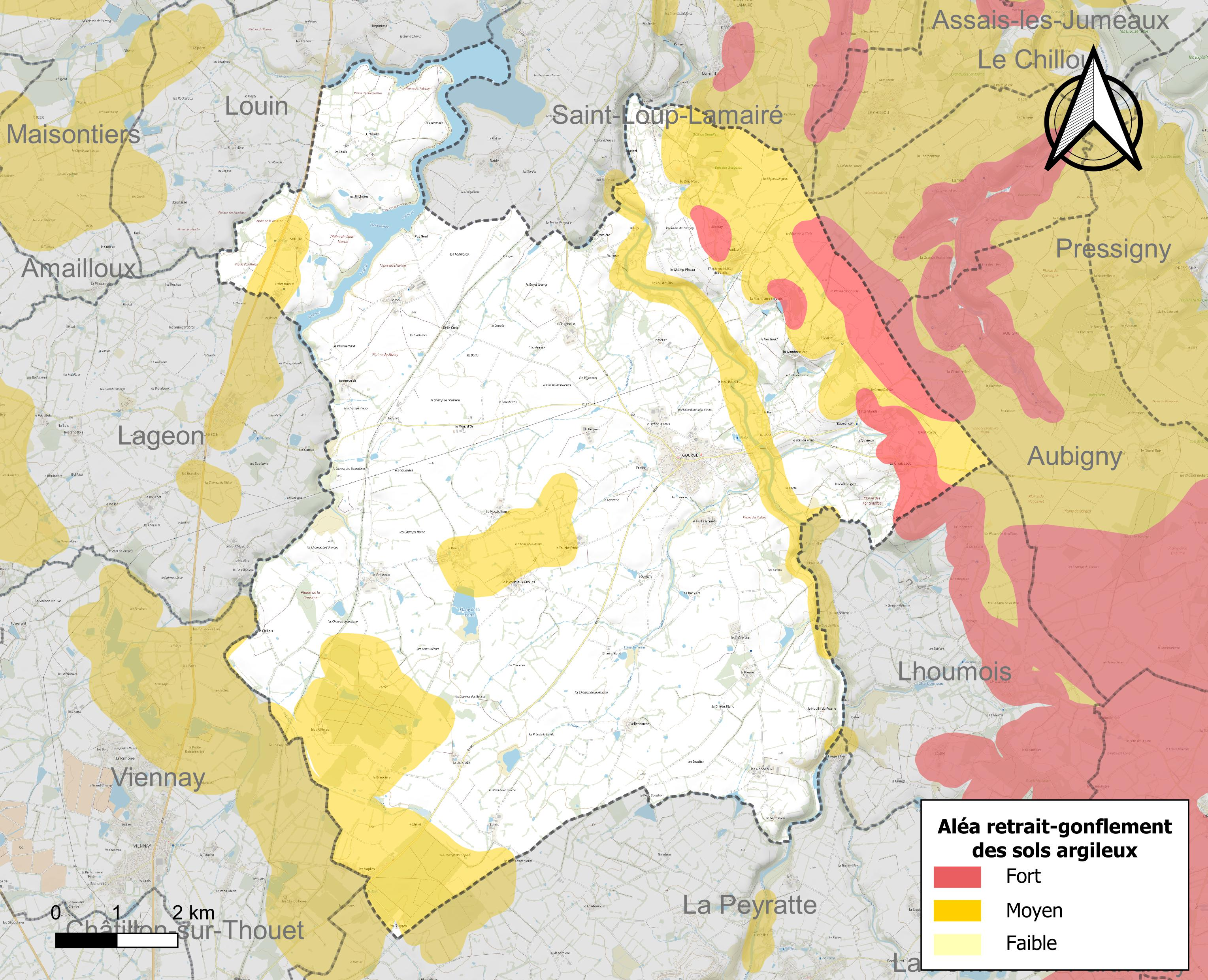
Carte des zones d'aléa retrait-gonflement des sols argileux de Gourgé.

Les mouvements de terrains susceptibles de se produire sur la commune sont des tassements différentiels. Le retrait-gonflement des sols argileux est susceptible d'engendrer des dommages importants aux bâtiments en cas d’alternance de périodes de sécheresse et de pluie. 25,1 % de la superficie communale est en aléa moyen ou fort (54,9 % au niveau départemental et 48,5 % au niveau national). Depuis le 1er octobre 2020, en application de la loi ELAN, différentes contraintes s'imposent aux vendeurs, maîtres d'ouvrages ou constructeurs de biens situés dans une zone classée en aléa moyen ou fort,.
La commune a été reconnue en état de catastrophe naturelle au titre des dommages causés par la sécheresse en 1989, 1991, 1996, 2003 et 2017 et par des mouvements de terrain en 1999 et 2010.

#### Risque particulier
Dans plusieurs parties du territoire national, le radon, accumulé dans certains logements ou autres locaux, peut constituer une source significative d’exposition de la population aux rayonnements ionisants. Selon la classification de 2018, la commune de Gourgé est classée en zone 3, à savoir zone à potentiel radon significatif.

## Politique et administration

### Liste des maires
| Période                                  | Période   | Identité            | Étiquette | Qualité |
| ---------------------------------------- | --------- | ------------------- | --------- | ------- |
| Les données manquantes sont à compléter. |           |                     |           |         |
|                                          |           |                     |           |         |
| 1983                                     | 1989      | Roland Guenard      |           |         |
| 1989                                     | mars 2008 | Jean-Pierre Parpaix |           |         |
| mars 2008                                | 2014      | Gilles Hamel        |           |         |
| juin 2014                                | En cours  | David Feufeu        |           |         |

### Jumelages
- Houldizy (France) depuis 2005.

## Population et société

### Démographie
Les habitants de Gourgé sont appelés les Gourgéens.
L'évolution du nombre d'habitants est connue à travers les recensements de la population effectués dans la commune depuis 1793. Pour les communes de moins de 10 000 habitants, une enquête de recensement portant sur toute la population est réalisée tous les cinq ans, les populations de référence des années intermédiaires étant quant à elles estimées par interpolation ou extrapolation. Pour la commune, le premier recensement exhaustif entrant dans le cadre du nouveau dispositif a été réalisé en 2006.

En 2022, la commune comptait 892 habitants, en évolution de −7,56 % par rapport à 2016 (Deux-Sèvres : +0,18 %, France hors Mayotte : +2,11 %).
| 1793  | 1800  | 1806  | 1821  | 1831  | 1836  | 1841  | 1846  | 1851  |
| ----- | ----- | ----- | ----- | ----- | ----- | ----- | ----- | ----- |
| 1 106 | 1 180 | 1 087 | 1 245 | 1 256 | 1 355 | 1 342 | 1 440 | 1 508 |

| 1856  | 1861  | 1866  | 1872  | 1876  | 1881  | 1886  | 1891  | 1896  |
| ----- | ----- | ----- | ----- | ----- | ----- | ----- | ----- | ----- |
| 1 518 | 1 499 | 1 489 | 1 489 | 1 523 | 1 782 | 1 675 | 1 696 | 1 786 |

| 1901  | 1906  | 1911  | 1921  | 1926  | 1931  | 1936  | 1946  | 1954  |
| ----- | ----- | ----- | ----- | ----- | ----- | ----- | ----- | ----- |
| 1 713 | 1 666 | 1 588 | 1 455 | 1 406 | 1 390 | 1 418 | 1 315 | 1 232 |

| 1962  | 1968 | 1975 | 1982 | 1990 | 1999 | 2006 | 2011 | 2016 |
| ----- | ---- | ---- | ---- | ---- | ---- | ---- | ---- | ---- |
| 1 205 | 983  | 883  | 912  | 915  | 916  | 893  | 949  | 965  |

| 2021 | 2022 | - | - | - | - | - | - | - |
| ---- | ---- | - | - | - | - | - | - | - |
| 915  | 892  | - | - | - | - | - | - | - |

## Culture locale et patrimoine

### Lieux et monuments

#### Patrimoine civil
- Château d'Orfeuille, inscrit aux monuments historiques depuis 1996[27] ;
- Logis de la Chaussée, XIIe siècle, inscrit depuis 1992[28] ;
- Moulin sur le Thouet, à proximité du pont ;
- Pigeonnier du Fresne, XVe siècle, inscrit depuis 1989[29] ;
- Pont roman sur le Thouet, inscrit depuis 1926[30] ;
- Lac du Cébron.

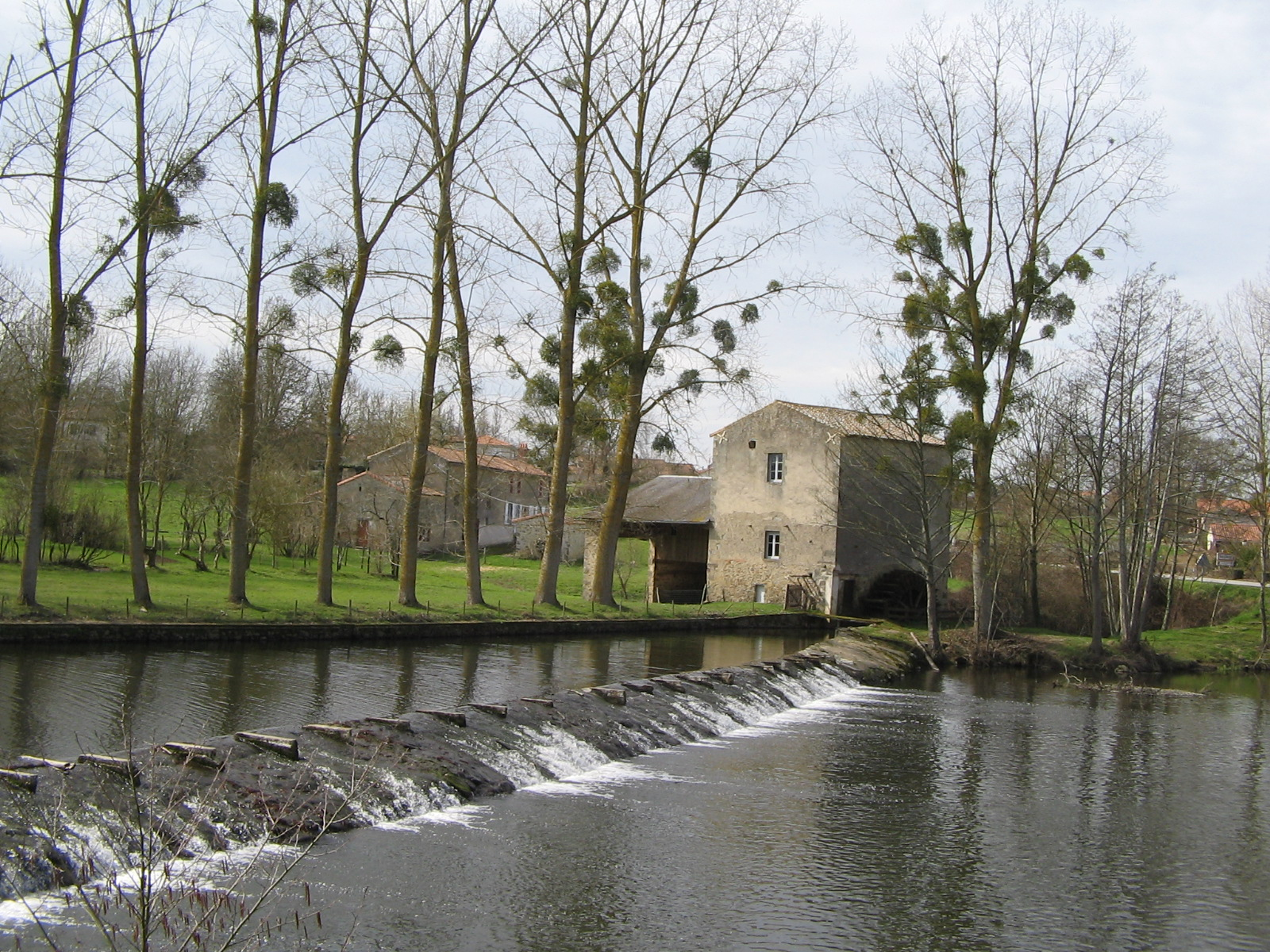
Le Thouet et le moulin à Gourgé.
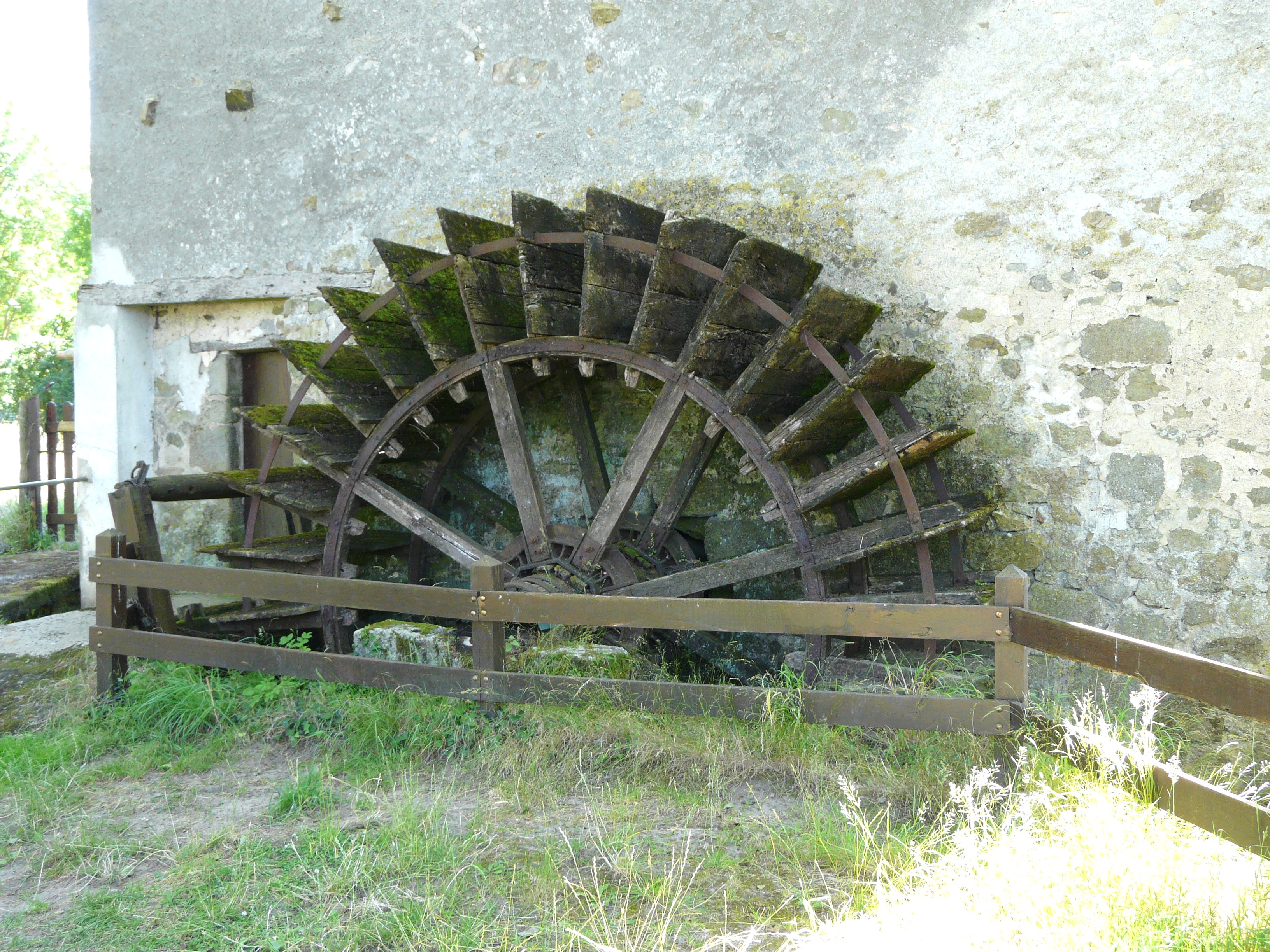
La roue du moulin.
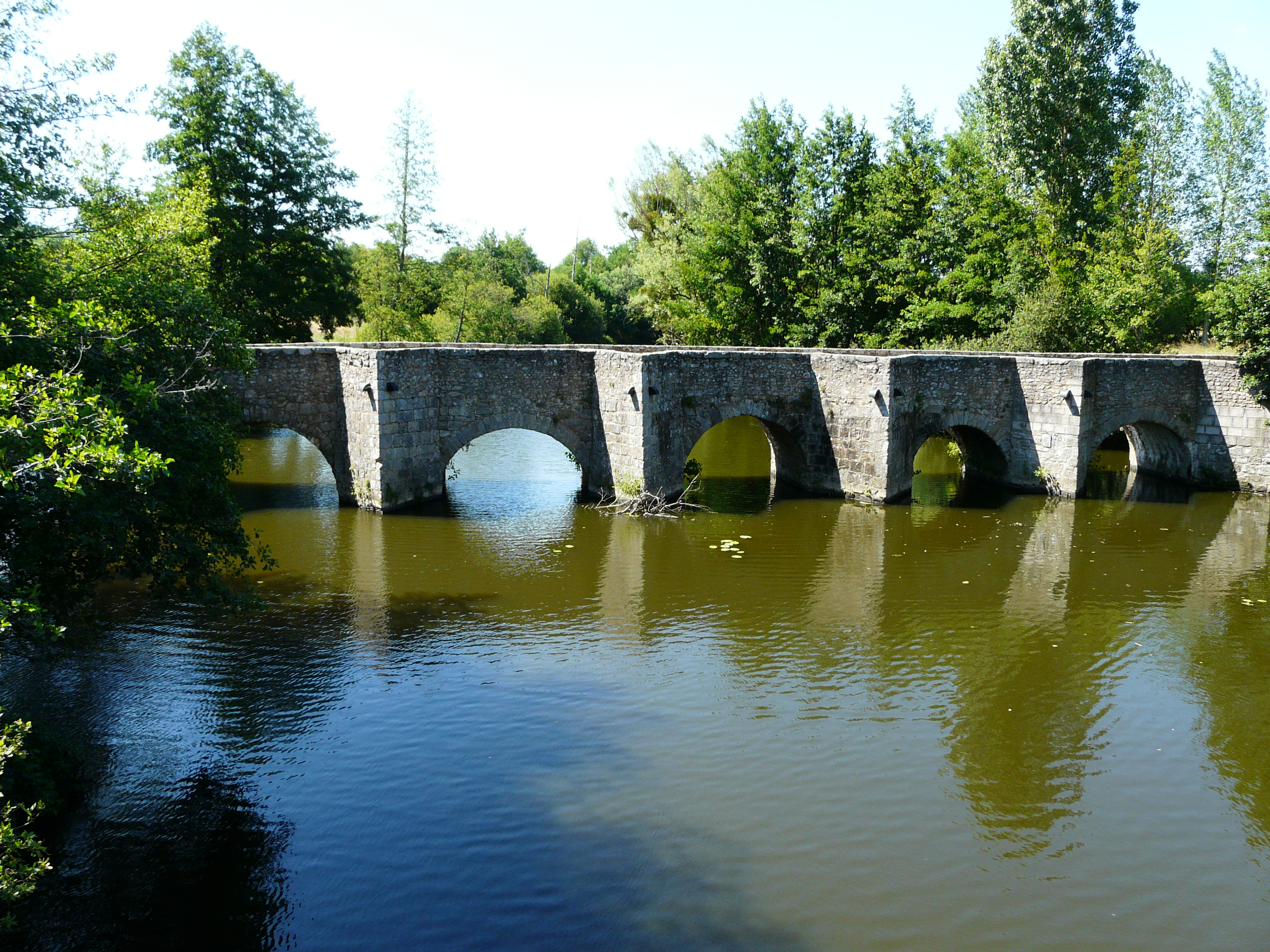
Le pont roman sur le Thouet.

#### Patrimoine religieux
- Croix hosannière dans le cimetière, classée monument historique depuis 1890[31] ;
- Chapelle à côté du cimetière ;
- Église Saint-Hilaire des XIIe et XIIIe siècles, classée depuis 1909[32] ;

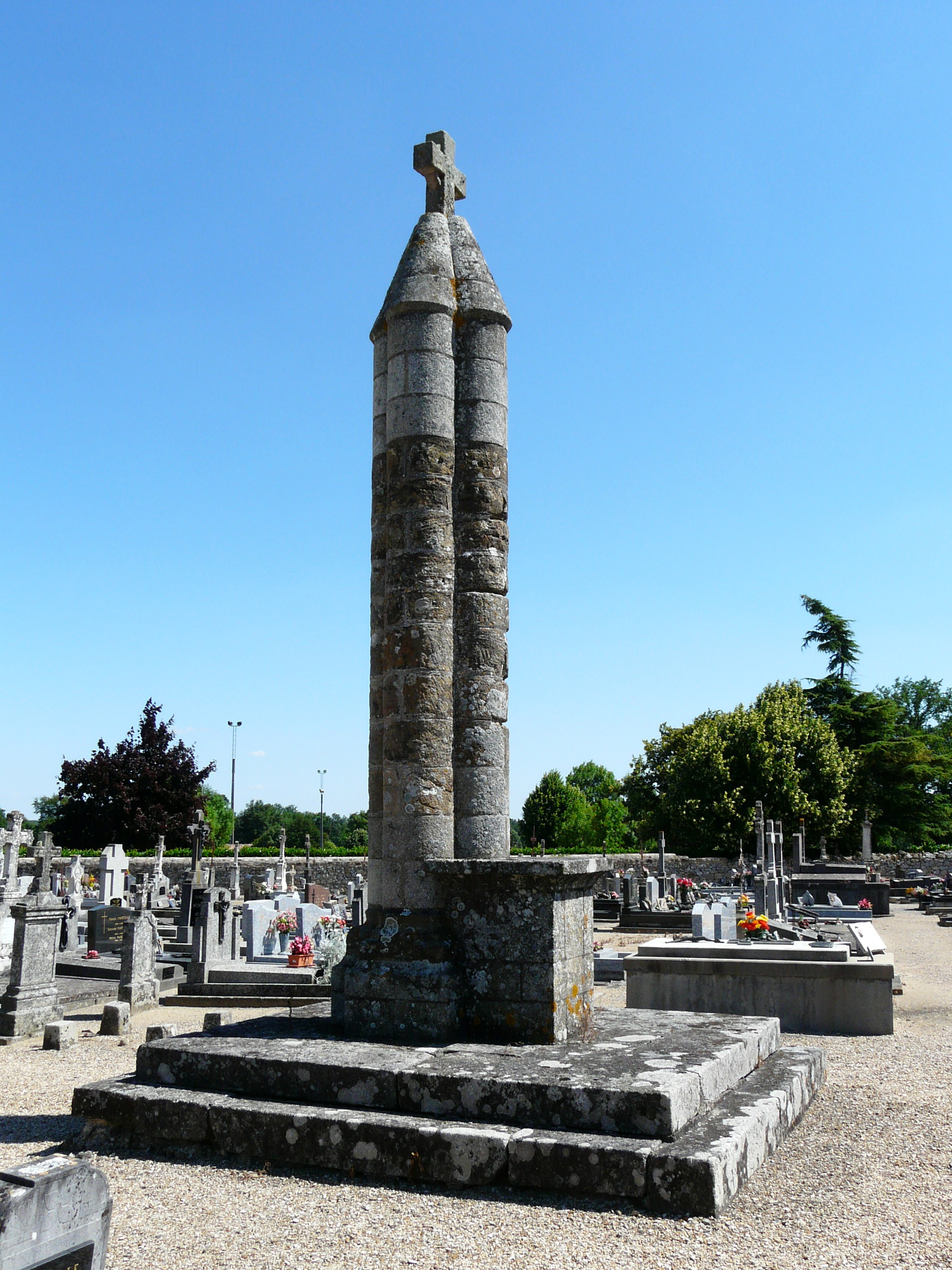
La croix hosannière.
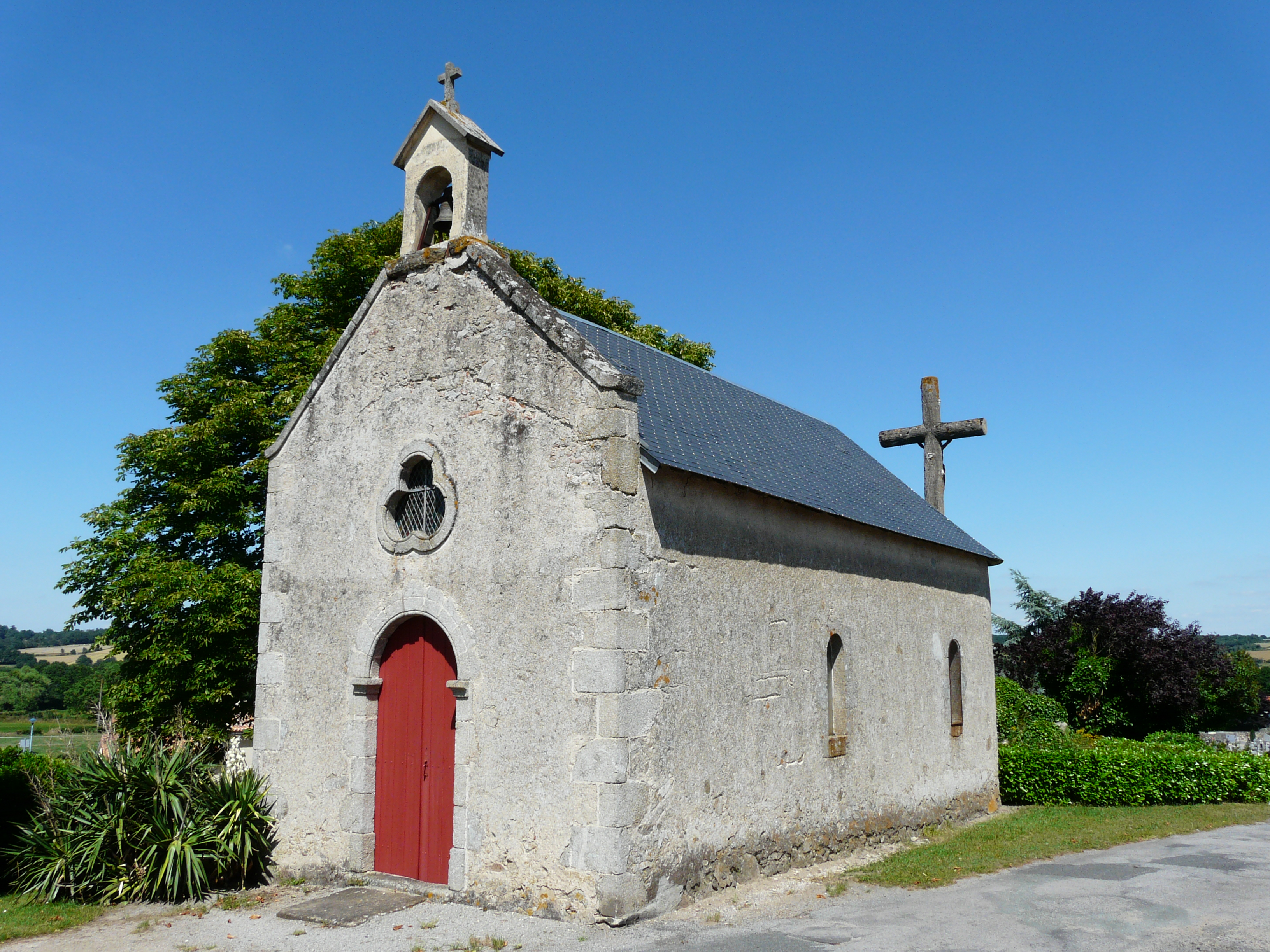
La chapelle à côté du cimetière.
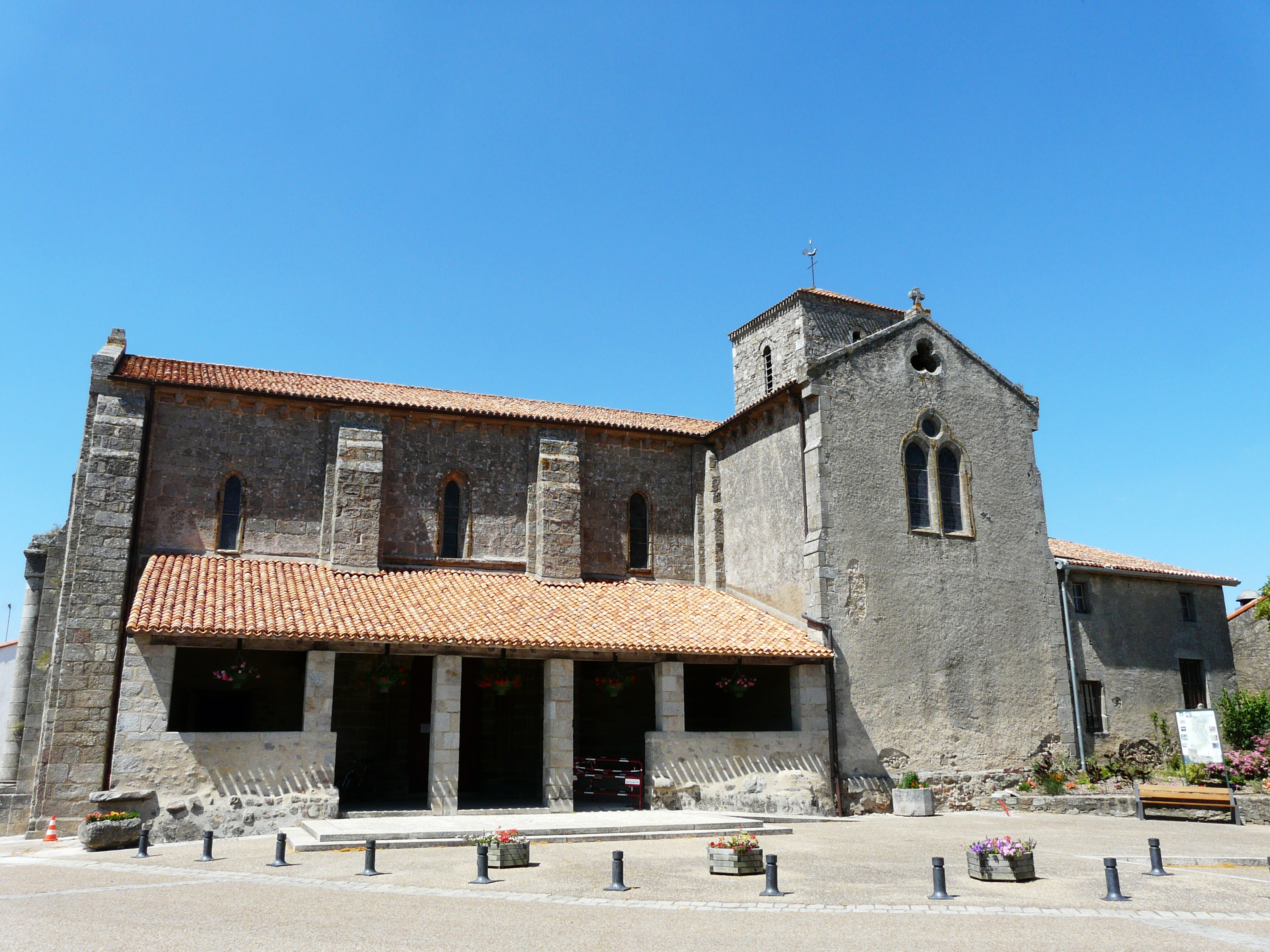
L'église Saint-Hilaire.
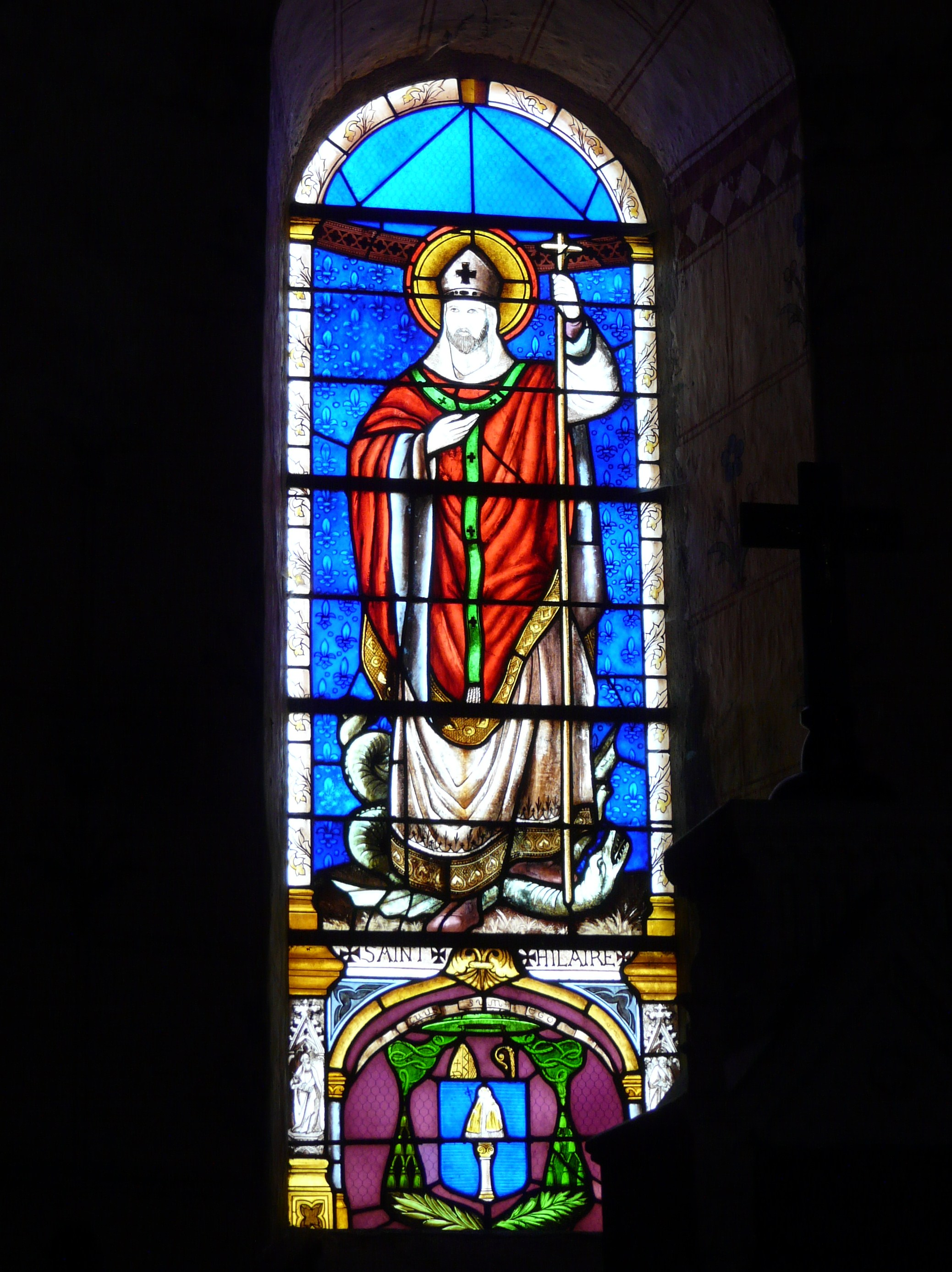
Vitrail représentant saint Hilaire.
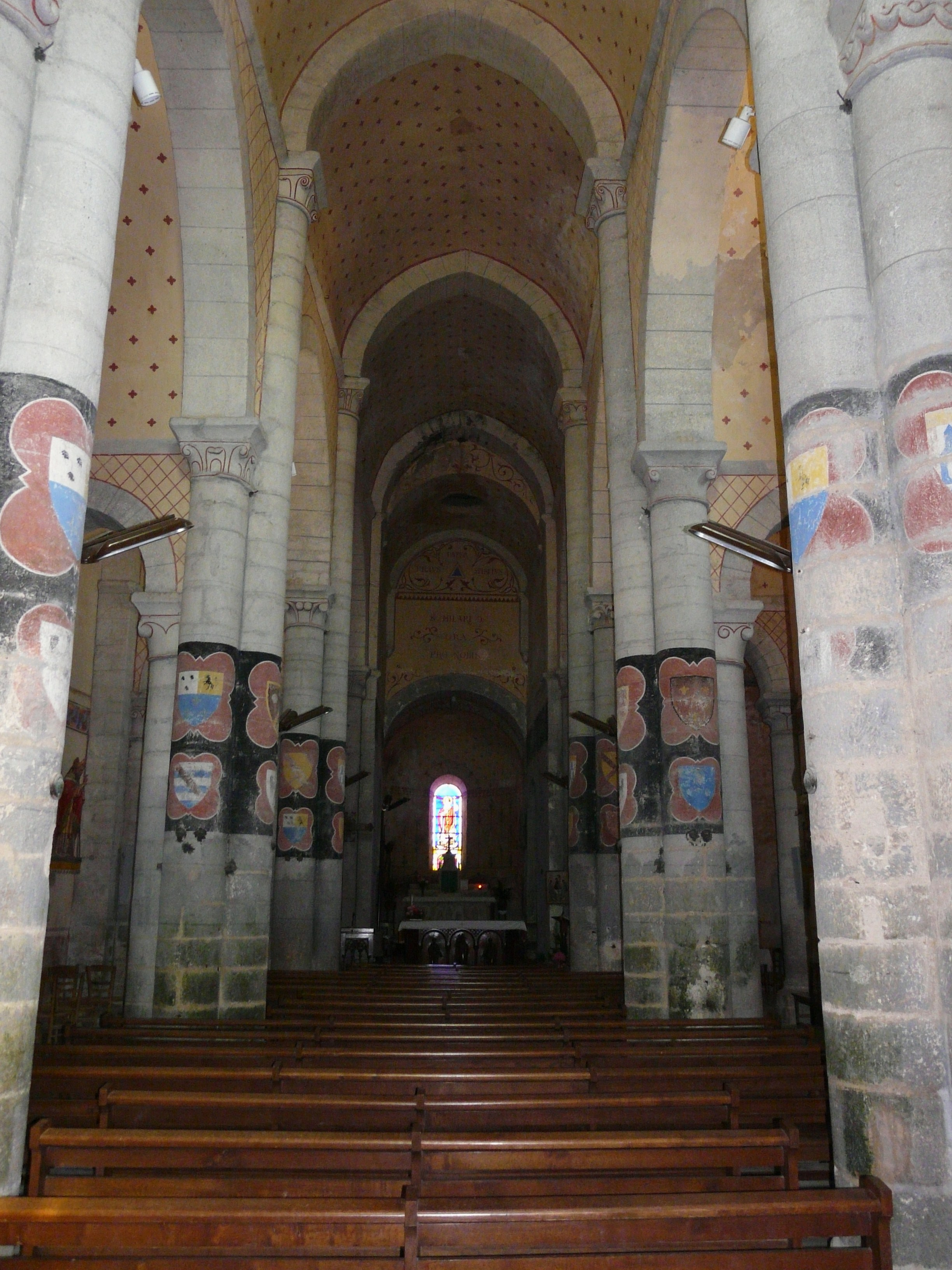
La nef de l'église.

### Personnalités liées à la commune
- Marie-Monique Robin (1960-), journaliste d'investigation, réalisatrice et écrivaine, est née à Gourgé.

### Héraldique
| Blason de Gourgé | Blason  | Écartelé: au 1er d'argent à la tête de lion d'azur, dentée, lampassée de gueules, le bas de sa crinière du même, au 2e d'azur à la coquille d'argent, au 3e d'azur au trèfle d'argent, au 4e d'argent à la croix de sinople. |
| Blason de Gourgé | Détails | Le statut officiel du blason reste à déterminer. |